# Ordre du Porc-Épic
Pour les articles homonymes, voir Porc-Épic (homonymie).
L'ordre du Porc-Épic, est un ordre de chevalerie institué par Louis de France, duc d'Orléans en 1394 à l'occasion du baptême de son fils aîné, Charles d'Orléans.
Il s'en déclare grand maître, et confère le titre de chevalier de l'ordre aux seigneurs de sa cour, dans le but de les attacher à sa personne. Le nombre des chevaliers fut fixé à vingt-cinq, Chef souverain compris.

## Histoire
Louis de France aurait choisi le porc-épic comme emblème pour montrer au duc de Bourgogne Jean sans peur qu'il se vengerait de ses bravades comme le porc-épic darde ses pointes à ceux qui l'offensent.
L'ordre fut supprimé en 1498 par le roi Louis XII, son petit-fils, lui préférant l'Ordre de Saint-Michel. Il décidera néanmoins d'en récupérer et porter personnellement l'emblème et la devise, et en décorera ses armoiries et sa monnaie.

## Insignes
Le Collier de l'ordre se composait d'un tortil de trois chaînes d'or, au bout duquel pendait un porc-épic également d'or, sur une terrasse émaillée de vert et de fleurs. Il se portait sur un manteau de velours azur, doublé de satin cramoisi, orné d'un chaperon et d'un mantelet, également cramoisis. Sous ce manteau, les chevaliers portaient un habit long violet.
Les chevaliers recevaient, lors de leur nomination, un anneau d'or garni d'un camée (appelé à cette époque, « camaïeu » ou « kamaheu » ou encore « camail ») sur lequel était gravé un porc-épic. Pour cette raison l'Ordre du Porc-Épic est également appelé Ordre du Camail ou Ordre du Camaïeu.
La devise de l'ordre est : « Cominus et eminus » (en latin : « de près et de loin »), par allusion à la légende qui veut que le porc-épic, déjà offensant de près, puisse lancer ses piques au loin et en atteindre son adversaire. C'était également la devise de Louis de France puis des ducs d'Orléans.   

## Promotion de 1439
Liste arrêtée par Charles, duc d'Orléans, à Londres, le 8 mars 1439
- Mademoiselle de Murat
- La femme Poton de Sainterailles (Catherine Brachet, femme de Xaintrailles)
- Le sire de Vatan (Jean du Puy)
- Tanneguy de Jaujeuse (Joyeuse)
- Le neveu de Guillaume Bellier
- Guillaume de la Salle
- Guillaume de Chasteaupers
- Girard du Drac
- Michelet de Beauvillier
- Hervé Meriatec
- Hector Meriatec, son frère
- Gaspard Brunel
- Guillaume de Milly
- Le bastard de Fontaines
- Guillaume Chenu
- Henri du Bois-Berthelot
- Loys de Rosnivignen
- Hervé de Rosnivignen
- Etienne de Rosnivignen
- Yvon de Rosnivignen
- Les deux nepveuz de l'évesque de Beziers (Vautrin et Jean-Louis de Thuillières)
- Raoulet de Villiers

Promotion du 2 juillet 1439
- Pierre Chauveron, seigneur de Dussac
- Jean dit Antoine Chauveron, seigneur de La Mothe sur Indre, frère du précédent

## Le porc-épic, symbole des Valois-Orléans

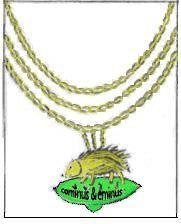
Collier de l'ordre
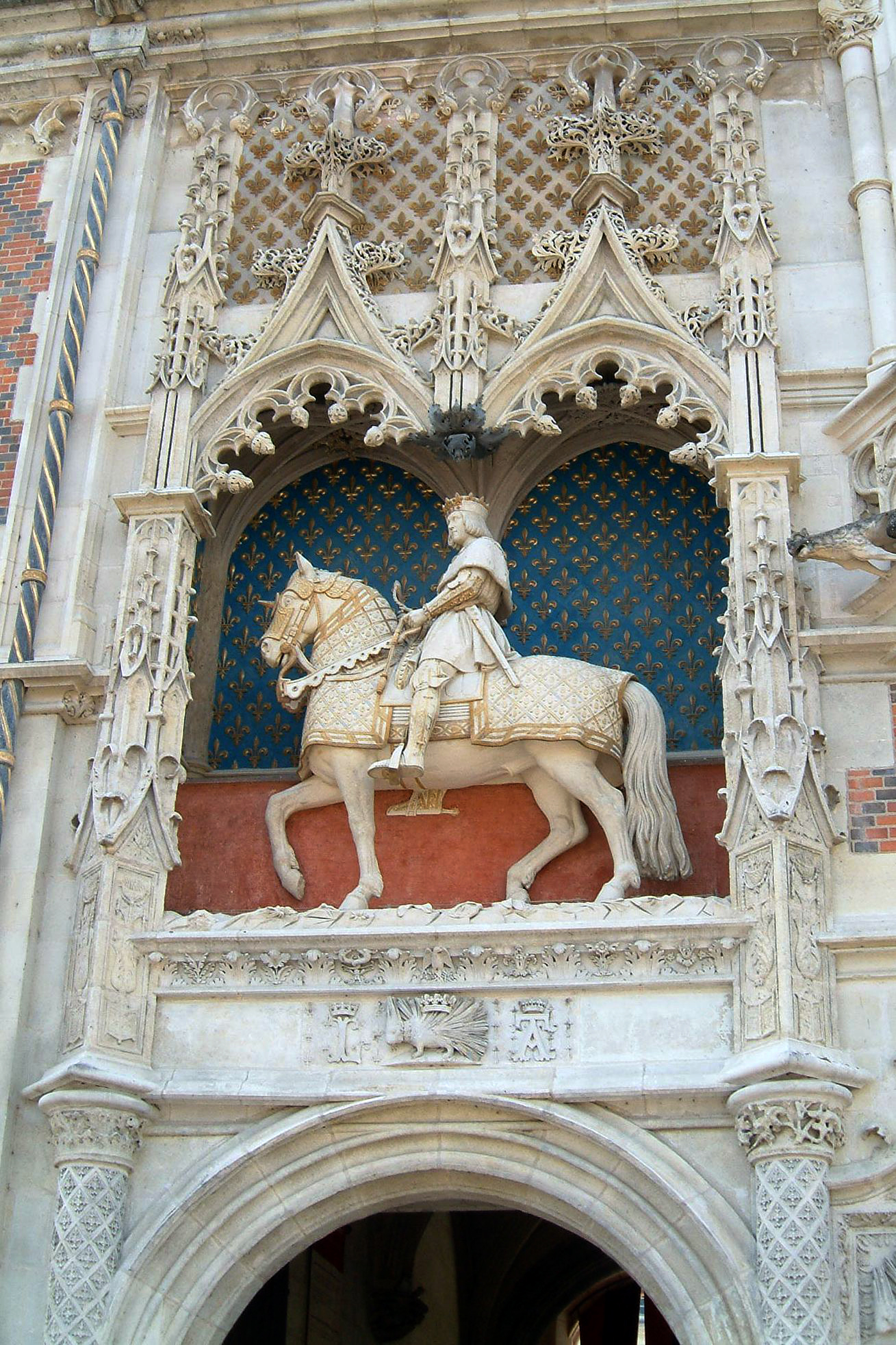
Portrait du Roi Louis XII soutenu du porc-épic, au château de Blois
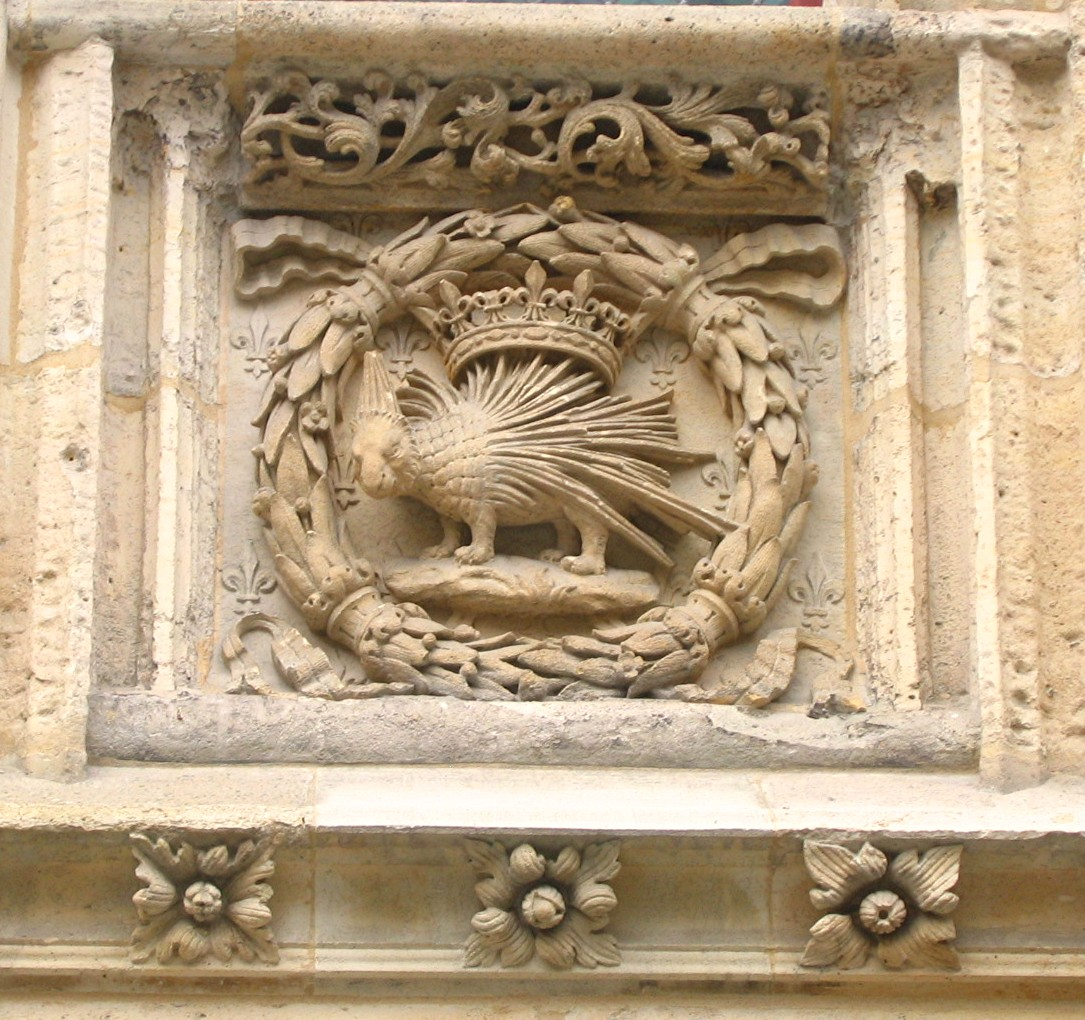
Rouen, hôtel de Bourgtheroulde, XVIe siècle
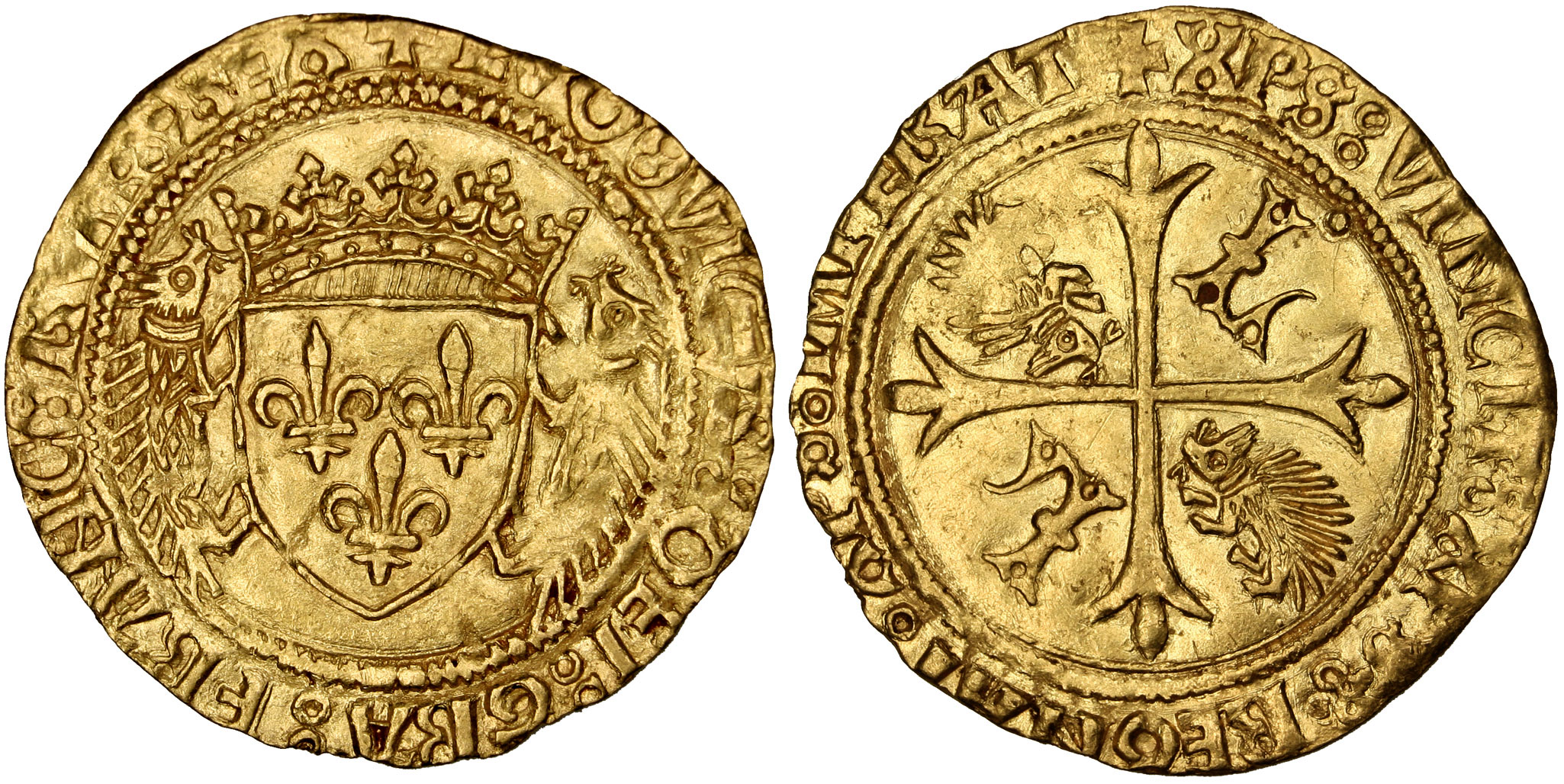
Écu d'or aux porcs-épics, frappé sous Louis XII

## Sources
- Palliot, La Vraye et Parfaite Science des Armoiries, 1660
- Gourdon de Genouillac, Dictionnaire des ordres de chevalerie, 1860
- Pierre Hélyot et Maximilien Bullot, Histoire des ordres monastiques, religieux et militaires, et des congregations seculieres de l'un & l'autre sexe, qui ont esté establies jusque'à present, 1719 (lire en ligne), p. 336